# الكسندر رامزي (سياسي أسترالي)
الكسندر رامزي (بالإنجليزية: Alexander Ramsay)‏ هو مهندس وسياسي أسترالي، ولد في 10 أكتوبر 1863، وتوفي في 2 أغسطس 1925. انتخب عضو الجمعية التشريعية فيكتوريا.